# Lovas, Veszprém
Lovas  este un sat în districtul Balatonfüred, județul Veszprém, Ungaria, având o populație de 416 locuitori (2011). 

## Demografie
Componența etnică a satului Lovas
     Maghiari (93,23%)
     Germani (3,51%)
     Necunoscut (3,26%)
     Alții (3,26%)
Componența confesională a satului Lovas
     Romano-catolici (46,63%)
     Reformați (21,39%)
     Fără religie (12,26%)
     Luterani (3,13%)
     Atei (1,68%)
     Necunoscută (14,9%)
Conform recensământului din 2011, satul Lovas avea 416 locuitori. Din punct de vedere etnic, majoritatea locuitorilor (93,23%) erau maghiari, existând și minorități de germani (3,51%) și arabi (1,0%). Apartenența etnică nu este cunoscută în cazul a 3,26% din locuitori. Nu există o religie majoritară, locuitorii fiind romano-catolici (46,63%), reformați (21,39%), persoane fără religie (12,26%), luterani (3,13%) și atei (1,68%). Pentru 14,9% din locuitori nu este cunoscută apartenența confesională.